# تنگسیر (رمان)
تنگسیر نخستین رمان صادق چوبک است که در سال ۱۳۴۲ شمسی منتشر شده‌است.
ماجرای رمان در تنگستان، دواس و بوشهر می‌گذرد. این رمان بر اساس واقعیت نوشته شده‌است؛ اسامی افراد نیز واقعی هستند.

## داستان
قهرمان داستان زائر محمد دلاور و جوانمرد تنگسیری است. او مردی است ساده و پاک و خانواده دوست، ولی برخی از شهرنشینان بندری سرمایه و دارایی وی را به امانت گرفته و خرج کرده‌اند. زائر محمد بر آن می‌شود تا از آنان انتقام سختی بگیرد. پس با زن و دو فرزندش وداع می‌گوید تا برای نگاهبانی از درستکاری و آبرو و مردانگی خود آخرین راه چاره را در پیش گیرد.
زائر محمد بر خلاف کاراکترهای دیگر چوبک نمایانگر بهترین و درخشانترین ویژگی‌های سلحشوری و جوانمردی است و از نادر آدمهای نوشته‌های چوبک است که آگاهانه و به رغم ایمان دینی استوار خود برای انتقام آماده می‌شود و آن را به خداوند واگذار نمی‌کند.
ساخت رمان تنگسیر همچون سرشت قهرمان آن سرشار از کنشهای جسمانی و حرارت سوزان جنوب است. رویدادها بی درنگ و سخت بروز می‌کنند.

## فیلم برگرفته از رمان
امیر نادری فیلم تنگسیر را برگرفته از این رمان با بازی بهروز وثوقی ساخته‌است.

## داستان زائر محمد در آثار دیگران
در کتاب شلوارهای وصله‌دار، که مجموعهٔ داستان‌های کوتاه به قلم رسول پرویزی در سال ۱۳۳۶ است، روایتی از داستان زائر محمد تحت عنوان «شیرمحمد» به صورت یک داستان کوتاه آورده شده‌است.∗